# Tecoma castanifolia
Tecoma castanifolia là một loài thực vật có hoa trong họ Chùm ớt. Loài này được (D.Don) Melch. miêu tả khoa học đầu tiên năm 1941.